# Dominica en los Juegos Olímpicos de Tokio 2020
Dominica estuvo representado en los Juegos Olímpicos de Tokio 2020 por dos deportistas, un hombres y una mujer, que compitieron en atletismo.
Los portadores de la bandera en la ceremonia de apertura fueron los atletas Dennick Luke y Thea LaFond. El equipo olímpico dominiqués no obtuvo ninguna medalla en estos Juegos.